# Епідемічна міалгія
Епідемічна міалгія (англ. epidemic myalgia, також відома як Борнгольмська хвороба англ. Bornholm  disease, епідемічна плевродинія англ. epidemic pleurodynia, чортова хвороба англ. devil's grip) — одна з клінічних форм ентеровірусних інфекцій. Її спричинюють найчастіше віруси Коксакі групи B. Проявляється раптовою появою сильного нападоподібного болю в грудях або в животі, зазвичай пов'язаного з гарячкою, нездужанням і головним болем.

## Етимологія
Спершу хвороба була названа на честь данського острова Борнгольм, де спалах був описаний одним із перших. У 1872 році було повідомлено про епідемію «гострого м'язового ревматизму», яка вирувала в громаді Бамбл, Норвегія, і дістала таким чином назву «хвороба Бамбла». У подальших повідомленнях, опублікованих лише норвезькою мовою, хвороба позначалася цією назвою. У 1933 році Ейнар Сильвест захистив докторську дисертацію, в якій описав спалах на острові Борнгольм під назвою «Хвороба Борнгольма — епідемічна міалгія».

## Етіологія
Збудники належать до роду (+)ssРНК-вмісних вірусів. Отримали назву ентеровіруси через їхню часту локалізацію в кишці (від лат. enteron — тонка кишка). Ентеровіруси стійкі до заморожування, чутливі до нагрівання, висушування й впливу дезінфікуючих препаратів. Усі серотипи вірусів Коксакі В культивуються в культурі клітин нирок мавп та інших культурах. Ентеровіруси мають виражену цитопатичну дію. Усі серотипи можуть бути виділені при зараженні сисунців білих мишей.

## Епідеміологічні особливості
Джерелом інфекції є людина, хворий чи вірусоносій, що виділяє збудника в довкілля з випорожненнями чи зі слизом верхніх дихальних шляхів. Найбільш інтенсивне виділення ентеровірусів відбувається в перші дні хвороби, але зрідка може тривати впродовж декількох місяців. Помічено, що особи чоловічої статі хворіють частіше від жіночої. Відзначається висока контагіозність. Імунітет видоспецифічний, стійкий.

## Патогенез
Поперечно-смугасті м'язи є анатомічною структурою, яку уражають збудники. Саме тоді виникають напади сильного болю в грудях. Тому термін плевродинія може бути неправильним, оскільки лише у деяких пацієнтів із цим захворюванням насправді розвивається плеврит. У пацієнтів поперечно-смугасті міжреберні м'язи некрозуються, що пояснює часте підвищення рівня креатинфосфокінази в сироватці крові. Відбувається й ураження м'язів живота.
Детальніші відомості з цієї теми ви можете знайти в статті Ентеровірусні інфекції.

## Клінічні прояви
На тлі гарячки та інтоксикації з'являються напади сильного болю у м'язах грудей, живота, кінцівок, що обумовлено розвитком гострого міозиту. Біль посилюється при русі та кашлі. Напади болю тривають від декількох хвилин до декількох годин, багаторазово повторюються впродовж доби.
При ураженні м'язів грудної клітки дихання поверхневе, супроводжується задишкою, тахікардією, посиленим потовиділенням. Біль у грудному відділі, як правило, над нижніми ребрами і є одностороннім, але може виникати і в передній, задній або підгрудній областях. Між нападами у пацієнтів зазвичай виникає постійний тупий плевритичний біль у грудях.
При локалізації процесу у м'язах живота пальпаторно відзначається різко виражена болючість, що може бути розлитою по всьому животі або ж виявлятися тільки з одного боку. Напади можуть імітувати картину «гострого живота», ниркової кольки. Однак симптоми подразнення очеревини, притаманні синдрому гострого живота, при епідемічній міалгії відсутні.
Прогноз добрий, в більшості випадків з повним одужанням. Рецидиви протягом тижнів після першого епізоду є характерною ознакою цієї хвороби. Повернення до нормального самопочуття може бути поступовим після періоду слабкості та втоми. Не має повідомлень про смерть як безпосередній результат епідемічної міалгії.

## Діагностика
Епідемічну міалгію слід підозрювати у всіх випадках гострого чи підгострого болю в грудях і животі, який зустрічається в практиці внутрішньої медицини, кардіології, гастроентерології чи кардіоторакальної або абдомінальної хірургії. У непевних випадках наявність вірусу можна підтвердити шляхом виділення вірусів на культурі клітин, виявлення РНК ентеровірусів з допомогою полімеразної ланцюгової реакції (ПЛР), знаходженням антитіл до вірусів.

## Лікування
Проводять практично завжди в амбулаторних умовах ситуативну патогенетичну терапію. Призначають у гострому періоді фізичний спокій.

## Профілактика
Специфічна профілактика не розроблена. Якщо виник випадок у колективі встановлюють спостереження за контактними здоровими протягом 14 днів. В осередку проводять поточну й заключну дезінфекцію. Дітям до 3-х років, що мали контакт із хворими, вводять людський імуноглобулін у дозі 0,3 мл на 1 кг маси тіла, у ніс закапують лейкоцитарний інтерферон.